# José Luis Carrasco Lanzós
José Carrasco Lanzós (Vigo, 1926 - Madrid, 31 de agosto de 1994) fue un militar español, capitán general de la Región Militar Pirenaica Oriental a finales de la década de 1980.

## Carrera
Hijo del teniente general Manuel Carrasco Verde, ingresó en la Academia General Militar en 1944, donde se diplomó en Estado Mayor y se especializó en carros de combate. Desarrolló su carrera en la Academia General Militar, la Escuela de Estado Mayor, el Alto Estado Mayor del Ejército y en la Academia General Básica de Suboficiales de Talarn, donde fue subdirector.
Ha sido agregado militar en la Embajada de España en Perú (1972-1976) y hasta 1983 estuvo destinado a la Brigada Mecanizada n.° XI y en el Regimiento Uad-Ras 55 de la División Acorazada Brunete. Fue ascendido a general en 1983, ascenso no exento de polémica porque su nombre figuraba en la conspiración golpista para el 27 de octubre de 1982. En noviembre de 1984 fue nombrado comandante general de Melilla. Después de su ascenso fue destinado al Mando Superior de Personal (Maspe) del Ministerio de Defensa de España. En septiembre de 1987 fue nombrado capitán general de las Capitanías de Aragón y Cataluña, antiguas IV y V Región Militar. El 17 de diciembre de 1990 pasó a la reserva.